# Station Samborowo
Station Samborowo is een spoorwegstation in de Poolse plaats Samborowo.